# Mike Evans (attore)
Michael Jonas Evans (Salisbury, 3 novembre 1949 – Twentynine Palms, 14 dicembre 2006) è stato un attore statunitense.

## Biografia
Nato a Salisbury, North Carolina, da Theodore, dentista, e Annie Sue Evans, professoressa.
È famoso per aver interpretato il ruolo di Lionel nella sit-com I Jefferson. Il suo ultimo ruolo risale al 2000 in un episodio della serie televisiva Walker Texas Ranger.

## Vita privata
Si sposò con Helena Jefferson il 10 gennaio 1976. Ebbe due figlie, Carlena Harris e Tammy Evans. La moglie Helena morì di cancro al seno l'11 settembre 2002, dopo che le fu diagnosticato il 24 febbraio 2001. Poco più di quattro anni dopo, Mike Evans morì di cancro alla gola, all'età di 57 anni a casa della madre a Twentynine Palms, California. La notizia del decesso fu resa pubblica una settimana dopo.

## Filmografia

### Attore

#### Cinema
- Spruzza, sparisci e spara (Now You See Him, Now You Don't), regia di Robert Butler (1972)
- The House on Skull Mountain, regia di Ron Honthaner (1974)

#### Televisione
- Killer by Night, regia di Bernard McEveety – film TV (1972)
- Call Her Mom, regia di Jerry Paris – film TV (1972)
- Love, American Style – serie TV, episodio 4x08 (1972)

- Voyage of the Yes, regia di Lee H. Katzin – film TV (1973)
- Le strade di San Francisco (The Streets of San Francisco) – serie TV, episodio 3x10 (1974)
- Arcibaldo (All in the Family) – serie TV, 33 episodi (1971-1975)
- Far Out Space Nuts – serie TV, episodio 1x15 (1975)
- Il ricco e il povero (Rich Man, Poor Man) – miniserie TV (1976)
- Buongiorno, dottor Bedford (The Practice) – serie TV, 13 episodi (1976-1977)
- I Jefferson (The Jeffersons) – serie TV, 62 episodi (1975-1985)
- Walker Texas Ranger – serie TV (2000)

### Ideatore
- Good Times – serie TV, 133 episodi (1974-1979)

## Doppiatori italiani
Nelle versioni in italiano delle opere in cui ha recitato, Mike Evans è stato doppiato da:
- Mauro Gravina in Arcibaldo[1]
- Federico Danti ne I Jefferson
- Giorgio Melazzi ne I Jefferson (ep. 1x01-1x04)[2]